# Чибанга
Чибанга, або Чібанга (фр. Tchibanga) — місто в Габоні, адміністративний центр провінції Ньянга і департаменту Мугуці. Населення Чибанги за даними на 2010 рік становить 25 239 осіб. Президент Омар Бонго мав у Чибанзі літній будинок, яким він ніколи не користувався.

## Географія
Місто розташоване приблизно за 408 км на південний схід від столиці країни, міста Лібревіль, на автодорозі N6, недалеко від водоспаду Івела, на березі річки Ньянга. На відміну від більшості інших міст Габону, навколо Чибанги немає джунглів, оскільки місто лежить у зоні високотравних саван.

### Клімат
Місто знаходиться у зоні, котра характеризується кліматом тропічних саван. Найтепліший місяць — березень із середньою температурою 27.2 °C (81 °F). Найхолодніший місяць — липень, із середньою температурою 23.3 °С (74 °F).
| Клімат Чибанги          | Клімат Чибанги | Клімат Чибанги | Клімат Чибанги | Клімат Чибанги | Клімат Чибанги | Клімат Чибанги | Клімат Чибанги | Клімат Чибанги | Клімат Чибанги | Клімат Чибанги | Клімат Чибанги | Клімат Чибанги | Клімат Чибанги |
| Показник                | Січ.           | Лют.           | Бер.           | Квіт.          | Трав.          | Черв.          | Лип.           | Серп.          | Вер.           | Жовт.          | Лист.          | Груд.          | Рік            |
| Абсолютний максимум, °C | 34             | 36             | 35             | 37             | 35             | 32             | 32             | 32             | 32             | 33             | 35             | 36             | 37             |
| Середній максимум, °C   | 29             | 29             | 30             | 30             | 29             | 27             | 26             | 26             | 27             | 28             | 28             | 28             | 28             |
| Середня температура, °C | 26             | 26             | 27             | 27             | 26             | 24             | 23             | 23             | 25             | 26             | 26             | 26             | 25             |
| Середній мінімум, °C    | 23             | 23             | 23             | 23             | 23             | 21             | 20             | 20             | 22             | 23             | 23             | 23             | 22             |
| Абсолютний мінімум, °C  | 20             | 20             | 17             | 17             | 20             | 15             | 13             | 15             | 17             | 20             | 20             | 19             | 13             |
| Норма опадів, мм        | 150            | 150            | 200            | 180            | 90             | 10             | 0              | 0              | 10             | 120            | 260            | 170            | 1400           |
| ----------------------- | -------------- | -------------- | -------------- | -------------- | -------------- | -------------- | -------------- | -------------- | -------------- | -------------- | -------------- | -------------- | -------------- |
| Джерело: Weatherbase    |                |                |                |                |                |                |                |                |                |                |                |                |                |

## Інфраструктура
У Чибанзі є торговий квартал і ринок, лікарня, дві школи, пошта, велика католицька церква та аеропорт. Центр міста забезпечено електрикою від місцевої невеликої електростанції і свіжою водою з водопроводу.
У Чибанзі є аеропорт, проте він працює нерегулярно і більшу частину часу закритий. Рейси літаків здійснюються в Лібревіль.
Сполучення з Лібревілем підтримується місцевими таксі (час у дорозі — 12 годин).

## Демографія
Населення міста за роками:
| 1993   | 2010   |
| ------ | ------ |
| 14 054 | 25 239 |